# Euphorbia lignosa
Euphorbia lignosa — вид рослин із родини молочайних (Euphorbiaceae), зростає на південному заході Африки.

## Опис
Це рослина 20–30 см заввишки. Листки чергові, тільки на молодих гілочках, ланцетні або лінійно-ланцетні, гострі, на коротких ніжках, запушені. Період цвітіння: пізня весна — літо.

## Поширення
Зростає на південному заході Африки: Ангола, Намібія.